# Дублер
Дублер је двојник који у филму замењује глумце. Када се захтевају неке посебне вештине или у опасним ситуацијама, дублер је обично сличан глумцу којег замењује, али умешном употребом костима, перика, маски, а нарочито филмским планом и углом снимања могуће је чак и да мушки дублер замењује женску особу или обрнуто.
Дублери су најчешће каскадери или извођачи специјалних ефеката оспособљени да делују у ситуацијама ризичним по живот или када су потребна нека посебна знања: управљање летелицама, свирање на музичким инструментима и сл. Као посебна особина појединих глумаца истиче се њихова способност да наступају без дублера.
Сцене у којима наступају дублери су и оне када ликови у филму треба да се обнаже, а сами глумци који их представљају, то не желе.